# Orbot
Orbot is een open source-client voor Tor op Android en iOS. Deze software maakt het mogelijk om internetverkeer door het Tor-netwerk te tunnelen.
De software wordt - onder meer door politieke dissidenten - gebruikt om communicatie op smartphones buiten bereik van overheden te houden die mogelijk hun internet monitoren.